# نقش بر آب (مجموعه تلویزیونی)
نقش بر آب یک مجموعه تلویزیونی محصول سال ۱۳۸۱–۱۳۸۲ به کارگردانی عبدالله باکیده، نویسندگی معظم رستمی و ابوالفضل آهنچیان و تهیه‌کنندگی احمد مختاری است که از شبکه یک پخش شد. این مجموعه در ۲۰ قسمت ۵۰ دقیقه‌ای تهیه شد.

## خلاصه داستان
لیلا پس از سالها دوری از ایران، به کشور بازمی‌گردد در حالی که مادرش فوت کرده و برادرش هم مفقود شده است و پدرش نیز با دختری همسن و سال او، ازدواج کرده است. لیلا به سراغ اقوامش می‌رود و با پیگیری‌هایی که از طریق پسرخاله اش مرتضی انجام می‌دهد، متوجه می‌شود که برادرش در تیمارستانی بستری است. بعد از مدتی مردی به نام صباحی با او تماس می‌گیرد و مقدمات راه اندازی نشریه ای را به او پیشنهاد می‌کند موضوعی که با مخالفت پسرخاله اش مرتضی روبه رو می‌شود. در ادامه قتلی در یک مرغداری که متعلق به مادر اوست به وقوع می‌پیوندد و پلیس وارد ماجرا می‌شود، باوجود آن که قاتل پسر عموی لیلا هم هست شناسایی شده اما او را دستگیر نمی‌کنند و…

## بازیگران
- ایرج نوذری
- مهدی امینی‌خواه
- افسون افشار
- اکبر سنگی
- فرهاد مهادیان
- جمشید شاه‌محمدی
- لیلا بلوکات
- محمد الهی
- زهره حمیدی
- فرشید زارعی‌فرد